# Włodzimierz Podwysocki
Włodzimierz Podwysocki (ur. 12 kwietnia 1897 w Jaksicach, zm. 14 czerwca 1919 w walce pod Łohiszynem) – starszy ułan Wojska Polskiego, kawaler Orderu Virtuti Militari.

## Życiorys
Urodził się 12 kwietnia 1897 w majątku Jaksice, w rodzinie Maksymiliana (zm. 1912), podpułkownika armii rosyjskiej, i Wandy z Tołkaczów. Był młodszym bratem Eugeniusza (zm. 1917), porucznika rosyjskiej kawalerii. Zakres szkoły powszechnej zdobył w nauczaniu domowym. W czerwcu 1915 ukończył I gimnazjum w Warszawie. Następnie do 1918 pracował jako korepetytor.
Od 11 listopada 1918 w odrodzonym Wojsku Polskim. Służył w 3 pułku ułanów z którym walczył na wojnie polsko-bolszewickiej.
"14 czerwca 1919 w czasie ataku na m. Łohiszyn, będąc w stopniu st. ułana, na czele spieszonej sekcji, pomimo huraganowego ognia bolszewików, pierwszy rzucił się do ataku na bagnety i unieszkodliwił granatem obsługę km - samemu ginąc od kul".Za ten czyn odznaczony pośmiertnie Orderem Virtuti Militari. Został pochowany w majątku Porzecze. Był kawalerem, dzieci nie miał.
12 kwietnia 1938 w Krakowie dowódca Okręgu Korpusu Nr V gen. bryg. Aleksander Narbutt-Łuczyński wręczył Order Virtuti Militari Zofii Wittek, siostrze Włodzimierza.

## Ordery i odznaczenia
- Krzyż Srebrny Orderu Wojskowego Virtuti Militari nr 4420[8][2][9]